# 영덕 송천세려고택
영덕 송천세려고택(盈德 松川世廬古宅)은 대한민국 경상북도 영덕군 병곡면 송천리에 있는 고택이다. 1985년 8월 5일 경상북도의 문화재자료 제86호 '송천세려고택'으로 지정되었다가, 2017년 5월 15일 경상북도의 민속문화재 제189호 '영덕 송천세려고택'으로 재지정되었다.

## 개요
칠우정 권대림 선생의 옛집이다.
가옥은 앞면 5칸·옆면 5칸 규모이며, 지붕은 옆면에서 볼 때 사람 인(人)자 모양인 맞배지붕이다. ㅁ자형 평면구조를 이루고 있는데 세울 당시에는 안채, 사랑채, 행랑채, 이중대문채, 초이방앗간채로 구성되어 있었으나 현재 초이방앗간채는 철거하여 없어진 상태이다.
송천세려고택은 원형 보존이 잘 되어 있는 조선 중기 건축물로서, 당시 사대부들의 건축에 대한 인식과 생활구조를 알 수 있는좋은 자료이다.

## 참고 자료
- 영덕 송천세려고택 - 국가유산청 국가유산포털